# 米林繁缕
米林繁缕（学名：Stellaria mainlingensis）为石竹科繁缕属的植物，为中国的特有植物。分布于中国大陆的西藏等地，生长于海拔2,500米至3,600米的地区，多生长在山坡水沟以及小河边，目前尚未由人工引种栽培。